# 2018 في روسيا
فيما يلي قوائم الأحداث التي وقعت خلال عام 2018 في روسيا.

## أحداث
- 1 مارس - الرئيس فلاديمير بوتين يكشف عن عدة أسلحة إستراتيجية جديدة، من بينها الصاروخ الفرط صوتي كينجال.
- 18 مارس – الانتخابات الرئاسية الروسية 2018
- 11 فبراير – خطوط ساراتوف الجوية رحلة 703

## رياضة
- 15 يوليو – كأس العالم لكرة القدم 2018

## أفلام
من الأفلام التي صدرت هذه السنة في روسيا:
- 1 يناير – بلا حب من إخراج أندري زفياغنسيف.

## وفيات

### يناير
- 10 يناير – ميخائيل درجافين (مواليد 1936) ممثل سوفيتي روسي.
- 19 يناير – سيرجي ليتفينوف (مواليد 1958) لاعب قوى روسي.

### فبراير
- 3 فبراير – رومان فيليبوف (مواليد 1984)

### مارس
- 12 مارس – نيكولاي جلوشكوف (مواليد 1949) رجل أعمال روسي.

### أبريل
- 23 أبريل – جينادي ليونوف (مواليد 1947) عالم وأكاديمي روسي.

### نوفمبر
- 21 نوفمبر - إيجور كوربوف (مواليد 1956) رئيس مديرية المخابرات الرئيسية.